# Cornutipo
Cornutipo är ett släkte av insekter. Cornutipo ingår i familjen dvärgstritar.
Kladogram enligt Catalogue of Life:
| Cornutipo | \| \| Cornutipo bakeri \| \| \| \| \| \| Cornutipo scalpellum \| \| \| \| |
|           | \| \| Cornutipo bakeri \| \| \| \| \| \| Cornutipo scalpellum \| \| \| \| |
|           | Cornutipo bakeri                                                          |
|           |                                                                           |
|           | Cornutipo scalpellum                                                      |
|           |                                                                           |